# ATP Itaparica
L'ATP Itaparica è stato un torneo di tennis maschile che ha fatto parte del Grand Prix dal 1986 al 1989 
e dell'ATP Tour nel 1990.
L'evento si disputava a Itaparica in Brasile e si giocava su campi in cemento.
Andre Agassi si aggiudicò il torneo del 1987, vincendo così il suo primo torneo dell'ATP Tour.

## Albo d'oro

### Singolare
| Anno | Nome del torneo  | Vincitore     | Finalista              | Punteggio     |
| ---- | ---------------- | ------------- | ---------------------- | ------------- |
| 1986 | Sul America Open | Andrés Gómez  | Jean-Philippe Fleurian | 4–6, 6–4, 6–4 |
| 1987 | Sul America Open | Andre Agassi  | Luiz Mattar            | 7–6, 6–2      |
| 1988 | Citibank Open    | Jaime Yzaga   | Javier Frana           | 7–6, 6–2      |
| 1989 | Citibank Open    | Martín Jaite  | Jay Berger             | 6–4, 6–4      |
| 1990 | Citibank Open    | Mats Wilander | Marcelo Filippini      | 6–1, 6–2      |

### Doppio
| Anno | Vincitori                      | Finalisti                       | Punteggio |
| ---- | ------------------------------ | ------------------------------- | --------- |
| 1986 | Chip Hooper / Mike Leach       | Loïc Courteau / Guy Forget      | 7–5, 6–3  |
| 1987 | Sergio Casal / Emilio Sánchez  | Jorge Lozano / Diego Pérez      | 6–2, 6–2  |
| 1988 | Sergio Casal / Emilio Sánchez  | Jorge Lozano / Todd Witsken     | 7–6, 7–6  |
| 1989 | Rick Leach / Jim Pugh          | Jorge Lozano / Todd Witsken     | 6–2, 7–6  |
| 1990 | Mauro Menezes / Fernando Roese | Tomás Carbonell / Marcos Górriz | 7–6, 7–5  |